# Domprosteriet, Strängnäs stift
Domprosteriet är ett kontrakt i Strängnäs stift inom Svenska kyrkan.
Kontraktskoden är 0401.

## Administrativ historik
Domprosteriet omfattade före 1962
- Strängnäs stadsförsamling som 1966 uppgick i Strängnäs domkyrkoförsamling som 2002 uppgick i Strängnäs domkyrkoförsamling med Aspö
- Strängnäs landsförsamling som 1966 uppgick i Strängnäs domkyrkoförsamling som 2002 uppgick i Strängnäs domkyrkoförsamling med Aspö
- Aspö församling som 2002 uppgick i Strängnäs domkyrkoförsamling med Aspö
- Fogdö församling som 1998 uppgick i Vårfruberga församling som 2006 uppgick i Vårfruberga-Härads församling
- Helgarö församling som 1998 uppgick i Vårfruberga församling som 2006 uppgick i Vårfruberga-Härads församling
- Mariefreds församling
- Kärnbo församling som 1967 uppgick i Mariefreds församling
- Taxinge församling som 1972 överfördes till Södertälje kontrakt
- Ytterselö församling som 2002 uppgick i Stallarholmens församling
- Överselö församling som 2002 uppgick i Stallarholmens församling
- Toresunds församling som 2002 uppgick i Stallarholmens församling
- Vansö församling som 1998 uppgick i Vårfruberga församling som 2006 uppgick i Vårfruberga-Härads församling
- Härads församling som 2006 uppgick i Vårfruberga-Härads församling
- Åkers församling som 2002 uppgick i Åker-Länna församling
- Länna församling som 2002 uppgick i Åker-Länna församling
- i Domprosteriet uppgick 1881 Överselö kontrakt och därifrån överfördes samtidigt Dunker, Lilla Malma, Helgesta, Hyltinge, Lilla Mellösa och Flens församlingar till Villåttinge kontrakt. I Översleö kontrakt hade i övrigt ingått ö-församlingarna enligt ovan och eventuellt Härads församling

2000 tillfördes från då upplösta Daga kontrakt
- Björnlunda församling som 2006 uppgick i Daga församling
- Frustuna församling
- Gryts församling som 2006 uppgick i Daga församling
- Gåsinge-Dillnäs församling som 2006 uppgick i Daga församling